# Lenka Dürr
Lenka Dürr (Memmingen, 10 dicembre 1990) è una pallavolista tedesca, libero del Dresdner.

## Carriera

### Club
La carriera professionistica di Lenka Dürr inizia nel 2005 con lo FTSV Straubing, partecipando alla 2. Bundesliga; nella stagione 2006-07 passa al Vilsbiburg, col quale debutta nella massima divisione tedesca e dove milita per sette annate, nel corso delle quali conquista due scudetti e la Coppa di Germania 2008-09.
Nella stagione 2013-14 gioca per la prima volta all'estero, trasferendosi in Azerbaigian, ingaggiata dall'İqtisadçı. Resta nella Superliqa azera anche nella stagione seguente, vestendo però la maglia dell'Azəryol.
Nel campionato 2015-16 approda in Polonia, dove disputa la Liga Siatkówki Kobiet difendendo i colori dell'Impel di Breslavia, mentre nel campionato seguente ritorna in patria, ingaggiata dallo Schweriner, con cui vince lo scudetto.
Per il campionato 2017-18 si accasa al Târgoviște, nella Divizia A1 rumena, facendo quindi ritorno in Germania nel campionato seguente, difendendo per la seconda volta in carriera i colori del Vilsbiburg. Nella stagione 2019-20 firma invece per il Dresdner, con cui si aggiudica la Coppa di Germania 2019-20.

### Nazionale
Nel 2007, con la nazionale Under-18, vince la medaglia d'oro al campionato europeo, mentre con quella Under-20 vince l'oro al campionato mondiale 2009.
Nel 2008 entra a far parte anche del giro della nazionale maggiore, con la quale, nel 2011, vince la medaglia d'argento al campionato europeo, bissata poi anche nell'edizione successiva, oltre alla medaglia d'oro all'European League 2013, dove viene premiata come miglior libero.

## Palmarès

### Club
- Campionato tedesco: 3

2007-08, 2009-10, 2016-17
- Coppa di Germania: 2

2008-09, 2019-20

### Nazionale (competizioni minori)
- Campionato europeo Under-18 2007
- Campionato mondiale Under-20 2009
- European League 2013
- Montreux Volley Masters 2014
- Montreux Volley Masters 2017

### Premi individuali
- 2013 - European League: Miglior libero
- 2014 - Montreux Volley Masters: Miglior difesa
- 2014 - Montreux Volley Masters: Miglior libero
- 2017 - Montreux Volley Masters: Miglior libero